# Machulince
Machulince este o comună slovacă, aflată în districtul Zlaté Moravce din regiunea Nitra. Localitatea se află la altitudinea de 241 m deasupra n.m., se întinde pe o suprafață de 9,42 km2 și în 2017 număra 1.108 locuitori.

## Istoric
Localitatea Machulince este atestată documentar din 1275.

## Demografie
| An:                | 1994 | 2004   | 2014   | 2024   |
| ------------------ | ---- | ------ | ------ | ------ |
| Număr de persoane: | 988  | 1037   | 1126   | 1087   |
| Diferență:         |      | +4,95% | +8,58% | −3,46% |

| An:                | 2023 | 2024   |
| ------------------ | ---- | ------ |
| Număr de persoane: | 1090 | 1087   |
| Diferență:         |      | −0,27% |